# نازكا، بيرو
نازكا، بيرو (بالإنجليزية: Nazca)‏ هي مدينة، تتبع صحراء نازكا، هي عاصمة صحراء نازكا، وNazca District ‏، بلغ عدد سكانها 27000 نسمة.

## المناخ
يظهر الجدول التالي التغييرات المناخية على مدار السنة لنازكا، بيرو:
| البيانات المناخية لـنازكا، بيرو   | البيانات المناخية لـنازكا، بيرو | البيانات المناخية لـنازكا، بيرو | البيانات المناخية لـنازكا، بيرو | البيانات المناخية لـنازكا، بيرو | البيانات المناخية لـنازكا، بيرو | البيانات المناخية لـنازكا، بيرو | البيانات المناخية لـنازكا، بيرو | البيانات المناخية لـنازكا، بيرو | البيانات المناخية لـنازكا، بيرو | البيانات المناخية لـنازكا، بيرو | البيانات المناخية لـنازكا، بيرو | البيانات المناخية لـنازكا، بيرو | البيانات المناخية لـنازكا، بيرو |
| الشهر                             | يناير                           | فبراير                          | مارس                            | أبريل                           | مايو                            | يونيو                           | يوليو                           | أغسطس                           | سبتمبر                          | أكتوبر                          | نوفمبر                          | ديسمبر                          | المعدل السنوي                   |
| --------------------------------- | ------------------------------- | ------------------------------- | ------------------------------- | ------------------------------- | ------------------------------- | ------------------------------- | ------------------------------- | ------------------------------- | ------------------------------- | ------------------------------- | ------------------------------- | ------------------------------- | ------------------------------- |
| متوسط درجة الحرارة الكبرى °م (°ف) | 31.8 (89.2)                     | 32.4 (90.3)                     | 32.6 (90.7)                     | 31.6 (88.9)                     | 29.9 (85.8)                     | 27.6 (81.7)                     | 27.0 (80.6)                     | 28.2 (82.8)                     | 29.7 (85.5)                     | 31.1 (88.0)                     | 31.5 (88.7)                     | 31.8 (89.2)                     | 30.4 (86.7)                     |
| متوسط درجة الحرارة الصغرى °م (°ف) | 17.5 (63.5)                     | 18.1 (64.6)                     | 17.2 (63.0)                     | 15.6 (60.1)                     | 11.3 (52.3)                     | 8.1 (46.6)                      | 7.2 (45.0)                      | 7.9 (46.2)                      | 9.3 (48.7)                      | 11.5 (52.7)                     | 13.4 (56.1)                     | 15.9 (60.6)                     | 12.8 (55.0)                     |
| الهطول مم (إنش)                   | 0.7 (0.03)                      | 0.8 (0.03)                      | 0.2 (0.01)                      | 0.0 (0.0)                       | 0.0 (0.0)                       | 0.0 (0.0)                       | 0.3 (0.01)                      | 0.0 (0.0)                       | 0.0 (0.0)                       | 0.0 (0.0)                       | 0.0 (0.0)                       | 0.1 (0.00)                      | 2.1 (0.08)                      |
| المصدر: SENAMHI                   |                                 |                                 |                                 |                                 |                                 |                                 |                                 |                                 |                                 |                                 |                                 |                                 |                                 |

## أعلام
- خوان لونا